# Couvent d'Abbotsford

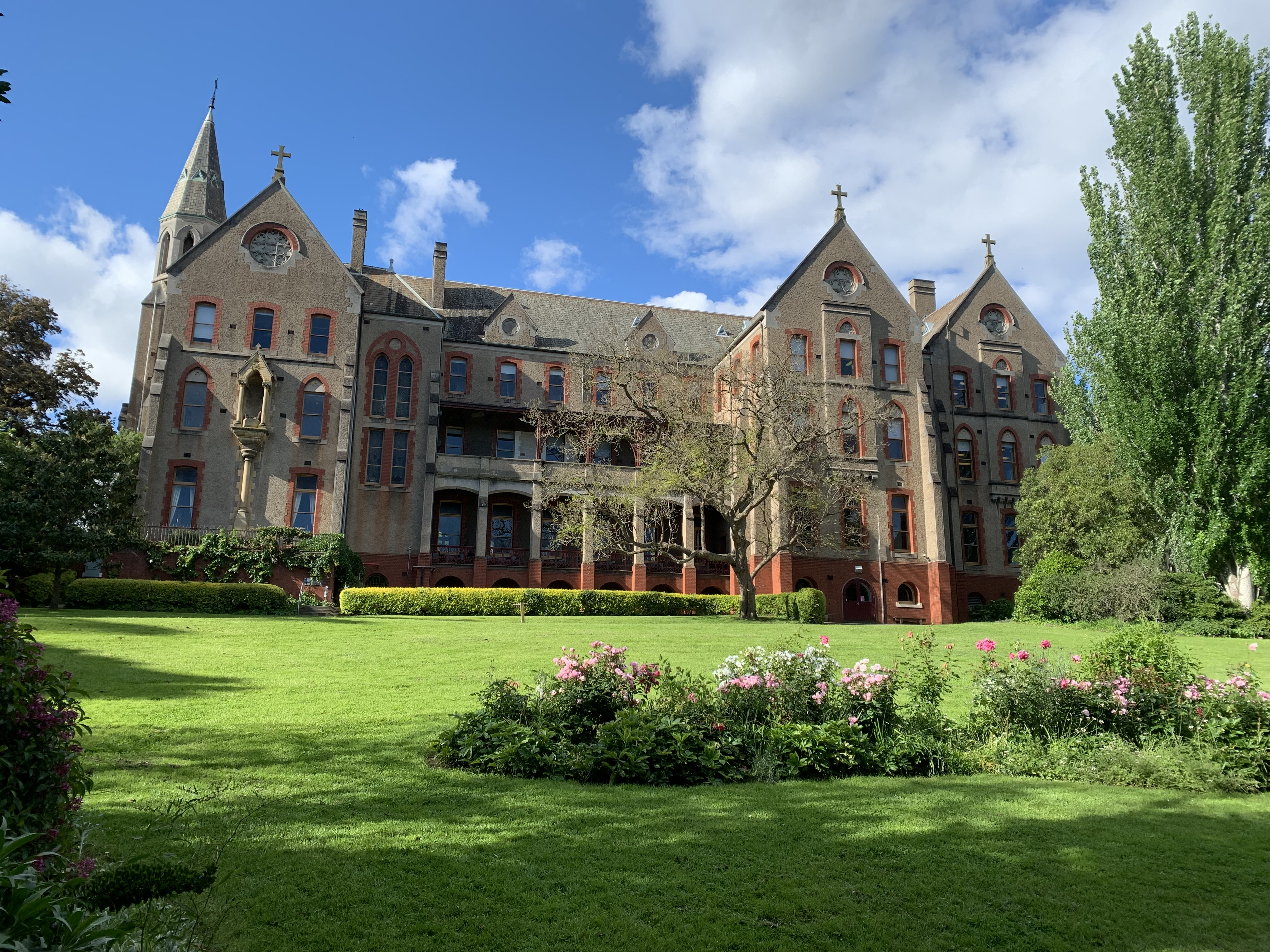

Le couvent d'Abbotsford (en anglais : Abbotsford Convent) est un ancien couvent et un site culturel, artistique et éducatif situé à Abbotsford, dans la ville de Melbourne en Australie.

## Histoire
Le couvent est situé dans la terre Wurundjeri et est près d'un point de rendez-vous qui est important pour les tribus de la nation Kulin. 
En 1863, le site a été acheté par la congrégation de Notre-Dame de Charité du Bon Pasteur qui a ouvert les facilités pour y loger des femmes affectées par le "manque de soins, la pauvreté ou le désavantage". 
Les Sœurs ont vendu le site en 1975 et il est alors occupé par l'enseignement supérieur. En 1997, un promoteur rachète le couvent et  essaye de démolir quelques bâtiments pour construire des appartements. Un groupe de riverains se forme pour protéger le couvent et le transformer en un site culturel et communautaire. En 2004, le groupe réussi et le couvent devient un site culturel et artistique.

## Aujourd'hui
Le couvent est désormais occupé par des ateliers d'artiste, des cafés et des restaurants, des cabinets de praticiens, une école-collège-lycée qui suit la pédagogie Steiner-Waldorf (le Sophia Mundi Steiner School (en)) et le bureau d'une station de radio (le 3MBS (en)). Il accueille aussi des marchés et des concerts. Le site est un centre pour les cultures urbaines présentes dans les quartiers autour du centre-ville de Melbourne.

## Bâtiments
- École industrielle
- Annexe de la cuisine
- Blanchisserie Madeleine
- Mercator
- Providence
- Rosina
- Sacré Cœur
- St. Anne's
- St. Euphrasia (contient désormais le 3MBS)
- St. Mary's (contient désormais l'école)
- Bâtiment du Couvent (contient désormais les suites des praticiens)